# One Piece (TV-serie)
One Piece är en amerikansk action- och äventyrskomediserie från 2023. Serien är skapad av Matt Owens och Steven Maeda för strömningstjänsten Netflix, och den är baserad på den japanska mangaserien med samma namn skapad av Eiichiro Oda. Första säsongen består av åtta avsnitt och hade premiär den 31 augusti 2023.
Serien har blivit förnyad med en andra säsong.

## Handling
Serien kretsar kring den unge piratkaptenen Luffy som tillsammans med sin besättning letar efter den legendariska skatten One Piece. Men de är inte ensamma om att leta efter skatten.

## Rollista i urval
- Iñaki Godoy – Monkey D. Luffy
- Mackenyu – Roronoa Zoro
- Emily Rudd – Nami
- Peter Gadiot – Shanks
- Morgan Davies – Koby
- Langley Kirkwood – Captain Morgan
- Jeff Ward – Buggy
- Celeste Loots – Kaya
- Alexander Maniatis – Klahadore
- Bianca Oosthuizen – Sham
- Chanté Grainger – Banchina
- Craig Fairbrass – Chef Zeff
- Steven Ward – Dracule Mihawk
- McKinley Belcher III – Arlong
- Chioma Umeala – Nojiko
- Vincent Regan – Garp